# Maytenus wendtii
Maytenus wendtii är en benvedsväxtart som beskrevs av C.L. Lundell. Maytenus wendtii ingår i släktet Maytenus och familjen Celastraceae. Inga underarter finns listade.